# Kamyshevaja (Krasnodar)
Kamyshevaja (del ruso: Камышеваха) es un seló del raión de Novokubansk, en el krai de Krasnodar de Rusia. Está situado a orillas del arroyo Kamyshevaja, afluente por la derecha del río Kubán, junto a la frontera del krai de Stávropol, 25 km al nordeste de Novokubansk y 184 km al este de Krasnodar. Tenía 543 habitantes en 2010.
Pertenece al municipio Liápinskoye.